# Karl xứ Lothringen
Karl Alexander xứ Lothringen (tiếng Pháp: Charles Alexandre Emanuel, Prince de Lorraine; tiếng Đức: Karl Alexander von Lothringen und Bar; 12 tháng 12 năm 1712 tại Lunéville – 4 tháng 7 năm 1780 tại Tervuren) là một tướng lĩnh và quân nhân người Áo sinh ra ở Lorraine, nguyên soái của Quân đội Đế chế của Đế quốc La Mã Thần thánh, và thống đốc của Hà Lan thuộc Áo.
Karl là con trai út trong 3 người con trai còn sống đến tuổi tưởng thành của Công tước Leopold, nhà cai trị xứ Lorraine và Élisabeth Charlotte của Orléans, con gái của Công tước Philppe người sáng lập ra Vương tộc Orléans. Anh trai của Karl là Hoàng đế Francis I của Thánh chế La Mã, chồng của Nữ Đại công tước Maria Theresia của Áo. 